# Welcome to the Blackout (Live London '78)
Albums de David Bowie
A New Career in a New Town (1977–1982)
(2017) Loving the Alien (1983–1988)
(2018)
Welcome to the Blackout (Live London '78) est un album de David Bowie sorti en 2018.

## Histoire
L'album provient des concerts donnés par le chanteur les 30 juin et 1er juillet 1978 au Earls Court Exhibition Centre de Londres au cours de la tournée Isolar II. Ces concerts sont également filmés par David Hemmings, mais aucun film n'en est tiré. Les bandes audio sont mixées par Bowie avec le producteur David Richards aux Mountain Studios de Montreux du 17 au 22 janvier 1979, mais elles ne sont pas publiées non plus. Les chansons Be My Wife et Sound and Vision paraissent pour la première fois en 1995 sur la compilation RarestOneBowie.
L'album est publié au format 33 tours le 21 avril 2018 à l'occasion du Record Store Day, comme l'a été Cracked Actor (Live Los Angeles '74) l'année précédente. Cette édition se compose de trois disques. Une édition au format CD suit le 29 juin de la même année.

## Titres
Toutes les chansons sont écrites et composées par David Bowie, sauf mention contraire.
| 1.  | Warszawa             | David Bowie, Brian Eno                   | 6:27 |
| 2.  | "Heroes"             | David Bowie, Brian Eno                   | 7:34 |
| 3.  | What in the World    |                                          | 4:07 |
| 4.  | Be My Wife           |                                          | 2:53 |
| 5.  | The Jean Genie       |                                          | 6:34 |
| 6.  | Blackout             |                                          | 3:43 |
| 7.  | Sense of Doubt       |                                          | 3:40 |
| 8.  | Speed of Life        |                                          | 2:37 |
| 9.  | Sound and Vision     |                                          | 3:12 |
| 10. | Breaking Glass       | David Bowie, George Murray, Dennis Davis | 3:31 |
| 11. | Fame                 | David Bowie, Carlos Alomar, John Lennon  | 3:52 |
| 12. | Beauty and the Beast |                                          | 4:58 |

| 13. | Five Years          |                            | 6:09  |
| 14. | Soul Love           |                            | 2:52  |
| 15. | Star                |                            | 2:30  |
| 16. | Hang On to Yourself |                            | 2:40  |
| 17. | Ziggy Stardust      |                            | 3:25  |
| 18. | Suffragette City    |                            | 4:02  |
| 19. | Art Decade          |                            | 3:08  |
| 20. | Alabama Song        | Bertolt Brecht, Kurt Weill | 3:59  |
| 21. | Station to Station  |                            | 11:10 |
| 22. | TVC 15              |                            | 4:18  |
| 23. | Stay                |                            | 6:59  |
| 24. | Rebel Rebel         |                            | 3:53  |

## Musiciens
- David Bowie : chant
- Adrian Belew : guitare solo, chœurs
- Carlos Alomar : guitare rythmique, chœurs
- George Murray : basse, chœurs
- Dennis Davis : batterie, percussions
- Roger Powell : synthétiseur, Moog Taurus, chœurs
- Sean Mayes : piano, ARP String Ensemble, chœurs
- Simon House : violon électrique